# Кмита, Ян (краковский староста)
Ян Кмита из Виснича, Ясько Кмита (пол. Jan Kmita z Wiśnicza; около 1330 — 7 декабря 1376, Краков) — польский дворянин герба Шренява, убитый при подавлении беспорядков, вызванных краковскими горожанами и мелкими рыцарями, находившимися в конфликте с влиятельными венгерскими поселенцами.

## Биография

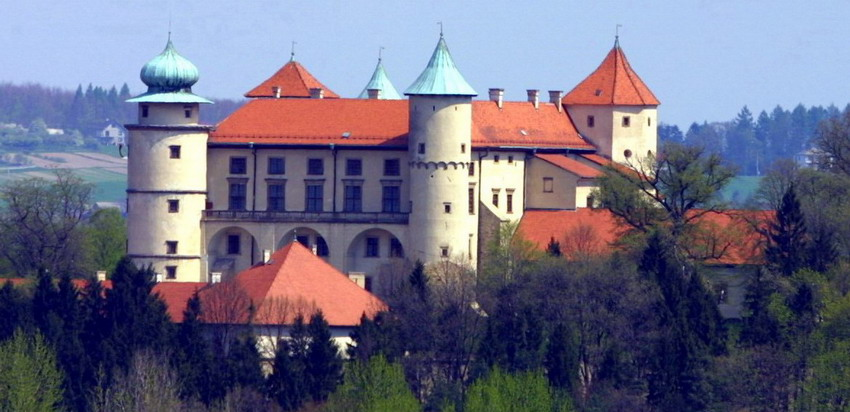
Замок Кмитов в Старом Вишниче

Ян Кмита был прародителем малопольского магнатского рода, сыгравшего важную роль в истории Польши с XIV по XVI век.
Родился около 1330 года. Происходил из семьи, осевшей в Краковском воеводстве. Его отец Ян из Домениц и Веснича (пол. Jan z Damianic i Wiśnicza) умерший после 1364 года, в 1358 году обеспечил ему 200 гривен на Малом Весниче, а в 1364 году провел с ним разделение своих имений, после чего Ян Младший занял Дужий и Малый Веснич (пол. Mały Wiśnicz), Кобыле (пол. Kobyle), Ломну (пол. Łomna), Лександрову (пол. Leksandrowa). Вероятной причиной разделения имений 1364 года была новая женитьба его отца. Ян был старшим сыном отца.
Достиг определённых вершин на службе королю Казимиру ІІІ Великому, который подбирал своих придворных из числа более бедной шляхты. В 1364—1368 годах упомянут в источниках как свидетель в грамотах короля, при этом ещё не занимал ни одной должности.
Как талантливому политику и прекрасному организатору, Яну Кмите доверяли важные и ответственные должности — как военные, так и административные. Ему были поручены должности генерального старосты русского, старосты серадзского (1351—1367), старосты львовского (1371) и старосты краковского (1375). Более того, от имени короля Людовика Венгерского он правил русскими землями в 1372—1375 годах.
Погиб 7 декабря 1376 года во время стычки между придворными маршалка Королевства Польского и венгерскими воинами королевы под Вавельским замком: после выстрела из лука одного из венгров, в результате которого стрела попала ему в шею.
Среди многих известных членов семьи Кмитов — Пётр Кмита из Виснича (1442—1505) — великий маршал коронный, а в 1477—1505 годы — воевода краковский.

## Генеалогия рода Кмита по Адаму Бонецкому
Согласно «Гербовнику Польскому» историка Адама Бонецкого, отцом Яна Кмиты был Ясик Кмита из Вишнича, а родовой деревней семьи был Даменице в районе Прошовице недалеко от Конюши. (Во многих публикациях Яна Кмиту также называют Ясиком).

## Семья
Был женат на Катажине (ум. после 1376); от брака с которой у него был сын:
- Пётр Кмита (1348—1409), воевода краковский и сандомирский, староста саноцкий, серадский и ленчицкий, каштелян люблинский. Сторонник Анжуйской династии.